# Thomas W. Evans
Pour les articles homonymes, voir Evans.
Thomas Wiltberger Evans, né à Philadelphie le 23 décembre 1823, mort à Paris le 14 novembre 1897, est un dentiste et un médecin américain du XIXe siècle.

## Biographie

### De Philadelphie à Paris: formation et ascension sociale
Thomas Wiltberger Evans est né dans une famille quaker de Philadelphie. Après un apprentissage auprès du docteur De Haven White et des études au Jefferson Medical College, Evans est diplômé docteur en médecine en 1843 et exerce le métier de dentiste dans le Maryland et à Lancaster (Pennsylvanie) jusqu'en 1847.
Il s'installe ensuite à Paris à l'invitation d'un compatriote, le docteur Cyrus Starr Brewster (1799-1870), qui y exerçait depuis 1833, comptant parmi ses patients des artistes et écrivains tels George Sand, Mérimée, Delacroix, et Balzac, ainsi que les monarques Louis-Philippe et Nicolas Ier . D'abord associé à Brewster, Evans reprend la clientèle de ce dernier et dirige son cabinet dentaire, situé rue de la Paix, à partir de 1850.
Réputé pour sa science et son savoir-faire (notamment l'utilisation de feuilles d'or), Evans devient le dentiste de hautes personnalités telles que le président Louis-Napoléon Bonaparte et la comtesse Eugénie de Montijo, futurs empereur et impératrice des Français.

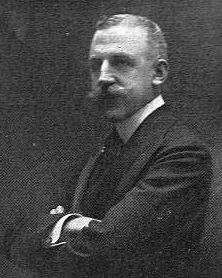
Arthur Hugenschmidt (1862-1929), fils illégitime de l'empereur et disciple du docteur Evans.

### Proximité avec la famille impériale
Employé comme conseiller officieux par Napoléon III (qui l'envoie en mission diplomatique auprès du président Lincoln et du secrétaire d'État Seward en 1864), Evans contribue à dissuader l'empereur d'intervenir en faveur du Sud dans la guerre de Sécession.
Personnalité influente du Second Empire, Evans reste fidèle à la famille impériale après Sedan et la proclamation de la République. Ainsi, il protège l'impératrice déchue lors de sa fuite de Paris vers l'Angleterre (4-8 septembre 1870), avant d'aller rendre visite à Napoléon III captif au château de Wilhelmshöhe (octobre 1870).
Il accepte également de prendre sous sa protection un fils naturel de l'empereur, Arthur Hugenschmidt, qui devient son associé puis son successeur.
Membre du comité international de la Croix-Rouge, il organise et finance une « ambulance américaine » lors du siège de Paris (1870).

### Clientèle couronnée et innovations techniques
Dentiste des têtes couronnées d'Europe, il a l'occasion de toutes les soigner, à l'exception du Sultan, de la reine Victoria et des Habsbourg. Il prolonge ainsi de 90 jours la vie de l'empereur Frédéric III d'Allemagne en pratiquant sur lui une trachéotomie.
N'hésitant pas à innover, il est l'un des premiers dentistes à utiliser le protoxyde d'azote lors d'une opération (1860 ou 1866), ainsi que du caoutchouc vulcanisé pour la réalisation de prothèses dentaires (1865). Il a également utilisé de la pyroxiline pour fabriquer des dentiers, et on lui attribue l'invention de l'occluseur rectificateur destiné à améliorer l'articulation des dentiers doubles. D'autres innovations d'Evans sont plus discutables, comme ses amalgames en alliage d'étain et de cadmium (1848).

### Mode de vie

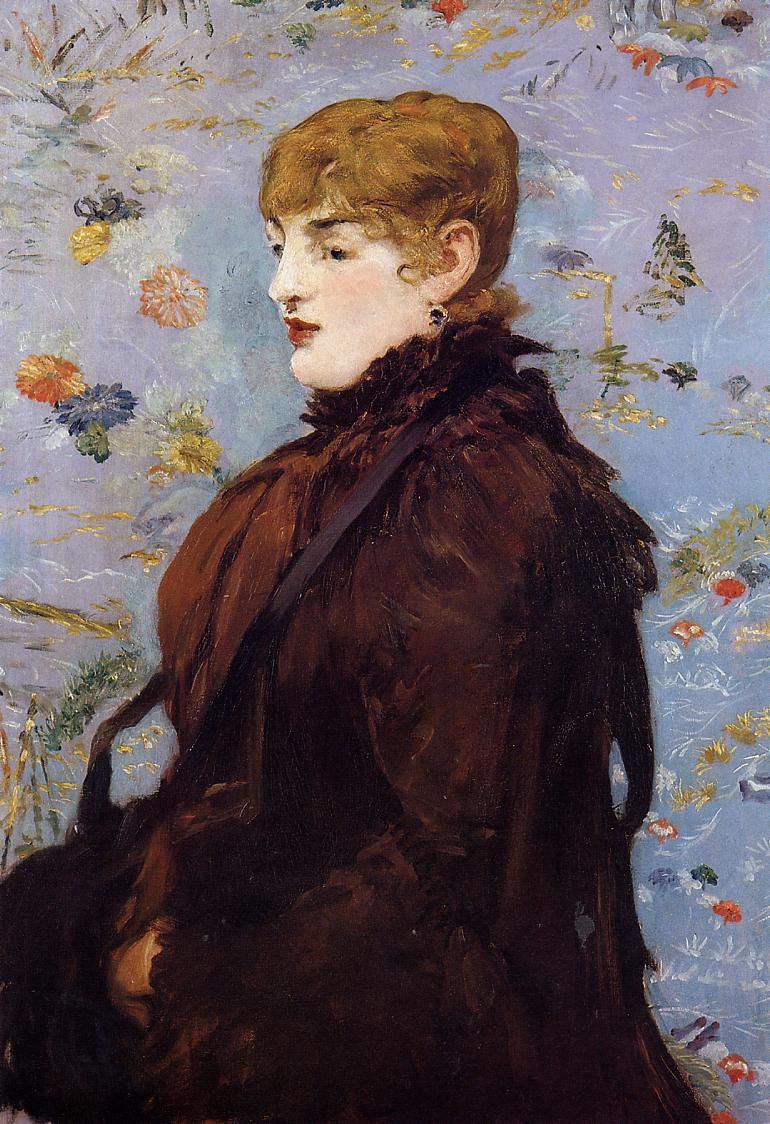
L'actrice Méry Laurent (ici peinte par Manet, dont Evans collectionnait les œuvres) fut la maîtresse du dentiste américain de la famille impériale.

Membre notable de la communauté américaine de Paris, Evans crée pour elle un hebdomadaire anglophone, l'American Register (1868), et participe largement au financement de la construction de l'église américaine de l'avenue de l'Alma (n°23 avenue George-V).

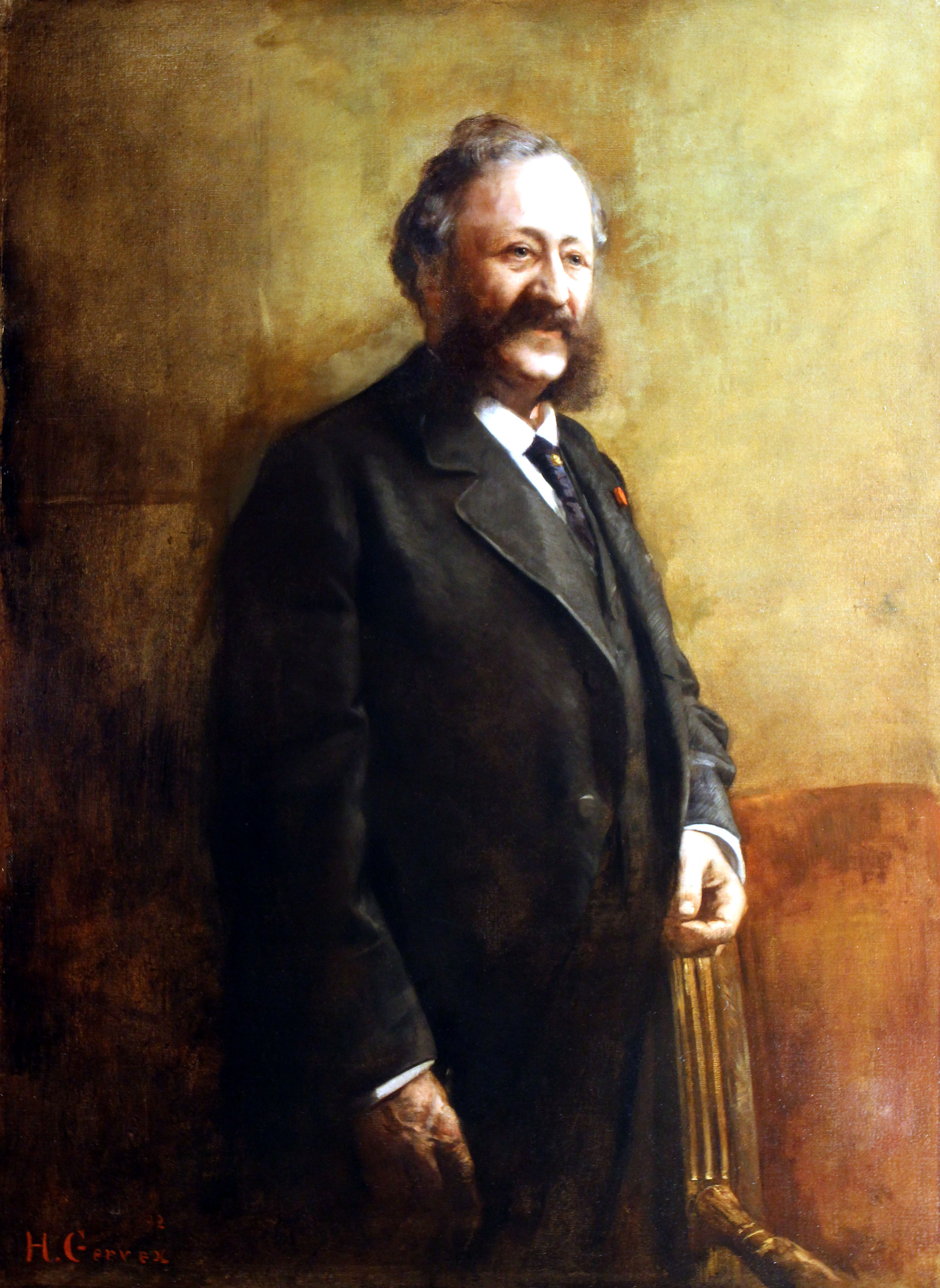
Thomas W. Evans, 1892
par Henri Gervex
Université de Pennsylvanie

Très riche, il aurait amassé une fortune de 35 millions de dollars. Il se fait construire un luxueux palais dans le 16e arrondissement, à l'angle de l'avenue du Bois-de-Boulogne et de l'avenue de Malakoff (de nos jours respectivement l'avenue Foch et l'avenue Raymond-Poincaré),,. Appelé « Bella Rosa », cet hôtel particulier était doté d'un grand escalier en marbre conçu par Garnier et abritait notamment son importante collection d'œuvres d'art, qui comptait des tableaux de Manet.
Utilisée en 1900 pour y loger des souverains étrangers en visite à l'exposition universelle, la demeure est démolie en 1907 et la rue de Malakoff (actuelle rue de Lasteyrie) est ouverte sur la parcelle l'année suivante,,.
Evans eut pour maîtresse Anne-Rose Louviot, dite Méry Laurent (1849-1900), qui l'avait été auparavant du général Canrobert, gouverneur de Nancy ; celle-ci interrompit sa carrière d'actrice de comédies légères et devint la muse de nombreux artistes, dont Édouard Manet dont elle devint l'amie, et le modèle, dès 1876 ; sur le tableau de 1882 qui figure ici (musée des Beaux-Arts de Nancy), elle prête ses traits à L'Automne, une des allégories des Saisons commandées par son ami Antonin Proust, secrétaire d'État aux Beaux-Arts de Gambetta - et Mallarmé, qui fut un autre de ses amants.

### Legs:The Thomas W. Evans Museum and Dental Institute
Ébranlé par la mort de son épouse Agnès Joséphine (née Doyle), en juin 1897, Evans meurt quelques mois plus tard d'une angine ou d'une crise cardiaque. Il est enterré au cimetière de Woodlands à Philadelphie(p44).
Il lègue d'importants moyens pour l'établissement d'une école de chirurgie dentaire au sein de l'université de Philadelphie ; ce legs ne sera devenu effectif que plus de dix ans après sa mort, le testament d'Evans ayant fait l'objet d'une bataille judiciaire du fait qu'Evans, qui n'avait jamais eu d'enfants, avait déshérité son neveu, John Henry Evans, quand ce dernier fut anobli à Rome par bref apostolique (1876). 
Finalement, les travaux du Thomas W. Evans Museum and Dental Institute pourront démarrer en 1912, et l'école de chirurgie dentaire sera inaugurée en 1915.

### Distinctions
- Chevalier (1853), puis officier[9] (1866), puis commandeur de la Légion d'honneur (1871) (France)
- Membre de l'ordre de Saint-Vladimir[9] (Russie)
- Commandeur de l'ordre de Sainte-Anne et de l'ordre de Saint-Stanislas[9] (Russie)
- Commandeur des ordres de l'Osmanié et du Médjidié[9] (Empire ottoman)
- Commandeur de l'ordre de Frédéric (Bade) et de l'ordre de Zaehringen[9] (Wurtemberg)
- Officier de l'ordre de la Couronne et de l'ordre de l'Aigle rouge[9] (Prusse)
  - A refusé d'être décoré de l'ordre de l'Aigle noir[4]
- Officier de l'ordre du mérite Saint-Michel[9] (Bavière)
- Officier de l'ordre de la Couronne de chêne[9] (Hollande)
- Membre de l'ordre des Saints-Maurice-et-Lazare[9] (Italie)
- Membre de l'ordre du Sauveur[9] (Grèce)

### Œuvres
- Thomas W. Evans, Lettres d'un oncle à son neveu sur le gouvernement des États-Unis, Dentu, Paris, 1866.
- Thomas W. Evans, La Commission sanitaires des États-Unis, Dentu, Paris, 1867.
- Thomas W. Evans, Les Institutions sanitaires pendant le conflit austro-prussien-italien, Masson, Paris, 1867.
- Thomas W. Evans, De la Découverte du caoutchouc vulcanisé et de la priorité de son application à la chirurgie civile et militaire et aux opérations dentaires, Raçon, Paris, 1867.
- Thomas W. Evans, La Fin du Second Empire, avec l'Empereur et l'Impératrice. Mémoires, Plon, Paris, 1910.